# Târâtă în iad
Târâtă în iad (titlu original: Drag Me to Hell) este un film de groază american din 2009 regizat și co-scris de Sam Raimi. Rolurile principale au fost interpretate de actorii Alison Lohman, Justin Long, Lorna Raver, Dileep Rao, David Paymer și Adriana Barraza. A primit Premiul Saturn pentru cel mai bun film de groază.